# Ильясова, Альфия Ринадовна
Альфия Ринадовна Ильясова (тат. Әлфия Ринад кызы Ильясова, в замужестве — Саргин; род. 20 октября 1967, Казань, Татарская АССР, РСФСР, СССР) — советская и российская татарская художница, живописец, гобеленист, деятель декоративно-прикладного и цифрового искусства. Заслуженный деятель искусств Республики Татарстан (2011).

## Биография
Альфия Ринадовна Ильясова родилась 20 октября 1967 года в Казани. В замужестве — Саргин.
Из семьи художников. Дядя по матери — Рустем Кильдибеков, который выступил её наставником в творчестве. Училась в музыкальной школе, занималась на скрипке. В 1983 году поступила в Казанское художественное училище, которое окончила в 1986 году. После получения образования с 1986 года трудилась в Татарском художественном фонде, а в 1990—1995 годах работала в мастерских домов творчества «Байкал» (Иркутск), «Горячий ключ» (Краснодар), «Академическая» (Санкт-Петербург), «Челюскинская» и «Сенеж» (Москва). Член Союза художников Республики Татарстан (с 1992 года), Союза художников России (с 1993 года). Также является членом арт-групы «Тамга», объединившей ряд художников из разных городов республики и сопредельных регионов на почве интереса к развитию этнофутуризма.
В 1992 году начала работу над авторским проектом «Образы исламской мифологии», также является соавтором международного художественного проекта «Кочующие свитки. HABAR» (2006), куратором симпозиума «Urman arte» памяти Г. Тукая (2008) и проекта-симпозиума «ART-экспедиция. Болгар» (2014), автором проекта «Уточка, сотворившая мир» (2016). Также активно участвовала в работе республиканского фонда «Возрождение», в восстановлении Свияжска и Болгара, в возрождении культурно-религиозной жизни в Раифе. В 2011 году получила звание заслуженного деятеля искусств Республики Татарстан. В 2014 году окончила Казанский государственный университет культуры и искусств, где обучалась на факультете художественной культуры и дизайна. В 2022 году стала лауреатом премии имени Баки Урманче.
С 1986 года участвует в международных, всесоюзных, всероссийских, республиканских, зональных и региональных выставках. Персональные выставки прошли в Казани (1994, 1996, 2005, 2017—2018, 2022), Йошкар-Оле (2005), Зеленодольске (2005, 2016), Москве (2011). Творчеству Ильясовой посвящён ряд работ, в частности, альбом «Образы исламской мифологии», выпущенный в 2018 году с обстоятельным очерком С. М. Червонной.
Произведения Ильясовой находятся в собраниях Государственного музея изобразительных искусств Республики Татарстан, Национального культурного центра «Казань», Государственного историко-архитектурного и художественного музея-заповедника «Казанский Кремль», Елабужского государственного историко-архитектурного и художественного музея-заповедника, Болгарского государственного историко-архитектурного заповедника, картинных галереях Альметьевска, Зеленодольска и Набережных Челнов, Национального музея Республики Коми, Козьмодемьянского художественно-исторического музея имени А. В. Григорьева, Бахчисарайского историко-культурного и археологического музея-заповедника, Феодосийского музея древностей, а также в частных коллекциях как в России, так и за рубежом.

## Очерк творчества
Работает в разных визуальных творческих техниках — живопись, графика, литография, боди-арт, видео-арт, диджитал-арт. Ильясова почти не испытывает влияния других современных художников, однако по смысловой наполненности своих произведений наследует таким мастерам, как Б. И. Урманче, И. К. Зарипов, А. С. Фатхутдинов. Творчество художницы занимает особенное место в истории искусства Татарстана, при этом его нельзя охарактеризовать в рамках какого-то определённого стиля или жанра, будь то пейзажа, сцен народного быта, исторической картины. В работах Ильсовой наиболее ярко отразились тенденции современного художественного постмодернизма, выраженные в сочетании разновременных стилистических концепций, например, средневековой восточной миниатюры с наивизмом. В начале своего творческого пути она занималась искусством гобелена, сотрудничала с М. С. и Р. А. Кильдибековыми — среди работ этого времени, в которых проявились черты будущего изобразительного языка художницы, критикой выделена работа «Намазлык» (1990). Не удовлетворившись трудоёмким ткачеством, в дальнейшем Ильясова обратилась к станковой графике, живописи, росписи по ткани, аппликации, коллажу. В технике литографии ею были выполнены работы «Пегас», «Нежное утро», «У озера», «Видение» (все — 1992), «Ночной ангел», «Вечер Фатимы», «День Арафата», «Караван», «В гости» (все — 1993), в которых заметно композиционное влияние гобелена — это и геометрическая простота, отсутствие светотеневой проработки, но одновременно и гармоничность цветовых сочетаний.

- Некоторые литографии Альфии Ильясовой
- «Иса» (1992)
- «Пегас» (1992)
- «Озеро» (1992)

Увлёкшись исследованием авраамических религий, Ильясова обратилась к изображению антропоморфных существ, основанных на толкованиях сур и хадисов Корана, но с некоторой долей фантазийности в силу запрета на изображение человека в исламе, в связи с чем её живопись не является в полной мере портретной. В художественной стилистике таких работ художница объединяет мифологическую образность с условно-декоративной системой художественного языка, плоскостностью и фронтальностью композиции, лаконичной стилизацией формы, упрощением фигур, обобщением пространства, подчас граничащими с абстракцией. Персонажи полотен Ильясовой отличаются статичностью поз, скруглённостью форм, выразительностью силуэтов, при чём голова человека часто изображается в фас, иногда в трёхчетвертном обороте, ноги — в профиль, а пропорции фигур упрощаются до схематизма, они маленькие, лёгкие и как будто бестелесные по сравнению с тем огромным мирским пространством. По оценкам критики, путём таких живописно-пластических приёмов Ильясовой удаётся придать своим работам повышенную эмоциональность и отразить сложные духовные проблемы, волнующие автора. Значительное место в её творчестве занимает и татарская этничность, исследование судеб представителей родного народа, национальной истории и мусульманской культуры Татарстана, отдающая поэтикой Тукая и Дэрдменда, народных сказаний. 
В добром и светлом мире картин Ильясовой, в этой созданной Аллахом вселенной, на равных обитают люди и звери, волк может соседствовать с ягнёнком, а природа оказывается выше человека по своей мудрости. Сказочная необычность образов тут пробуждает в зрителе детские воспоминания, тогда как по-детски же непосредственный и наивный рисунок наводит на мысли об первобытном искусстве. Колорит часто характеризуется нереалистичностью цветовых решений, сосредоточением на жёлтых, синих и красных оттенках, контрастным сочетанием больших участков одной краски, разбросанных локально по холсту.
Минимализм притчевого сюжета, непосредственность и искренность, обращение к внутреннему миру путём иносказательности и аллегорий — всё это ведёт к выражению автором своих чувств. В числе знаковых произведений, основанных на библейских и коранических сюжетах, критикой отмечены «Марьям, срывающая плод», «Лунное затмение», «Обращение» (все — 1992), «Айша в саду», «Фатима», «Курбан-байрам», «С младенцем» (все — 1993), «Белые одежды» (1994), «Юсуф», «На закате», «Невольницы» (все — 1995), «Мадонна», «Русалка» (обе — 2000), «На белом коне», «Невеста», «Свадьба» (все — 2001), «Поэтесса», «Царевна» (обе — 2003). Обогатив современное татарское искусство богатством древних образов, Ильясова своим творчеством внесла вклад в возрождение культуры и духовности, в торжестве казанского ориентализма.
Сама Ильясова не считает себя художником какого-то определённого направления, ей «интересно работать не над одной картиной, а над масштабным проектом». Примером этому может служить проект «Образы исламской мифологии» (1992), начатый в пору становления художественного стиля Ильясовой, где наиболее полно выразилось широкое освоение автором художественной среды — здесь от живописи и графики в дальнейшем она перешла к синтезу аутентичных старинных предметов с цифровыми инсталляциями, коллажами, арт-объектами, что по-новому раскрывает суть древних образов в контексте современного искусства. Или же проект «Кочующие свитки. HABAR» (2006), основанный на идее свитка, который можно легко свернуть в рулон и переместить на новое место пребывания художественного каравана, но вместе с тем по своей форме и сути отражающий самобытность этносов и их взаимосвязанность между собой.

- Проект «ALFA DNK» (2022)

В свою очередь проект «ALFA DNK» (2022) основан на сочетании видеоинсталляций и живописных полотен, повествуя об уже собственной этнической самоидентификации и исследовании художницей своей родословной под влиянием гипотезы Каримуллина о том, что североамериканские индейцы являются потомками древних тюрков. В целом, творчество Ильясовой является примером наиболее последовательного отражения мусульманской мифологии в современной живописи, поиска того стилистического языка, который был бы адекватен восточному мышлению, но и был понятен современному зрителю, который не то что не знаком с исламской мифологией, но и арабский язык воспринимает как чуждый своему культурному миру.

## Награды
- Почётное звание «Заслуженный деятель искусств Республики Татарстан» (2011 год) — за многолетний плодотворный труд, большой вклад в развитие изобразительного искусства[46].
- Премия имени Баки Урманче в номинации «Живопись» (2022 год) — за проект о татарской идентичности «ALFA DNK»[47][48].
- Благодарственное письмо председатель попечительского совета фонда «Возрождение» государственного советника Республики Татарстан М. Ш. Шаймиева (2016 год)[10].
- Почётный знак ТЮРКСОЙ за вклад в развитие и сохранение тюркской культуры (2006 год) — за проект «Кочующие свитки. HABAR»[3].
- Золотая медаль Союза художников России «Духовность, традиции, мастерство» (2013 год)[7].